# Vincenzo Malvezzi Bonfioli
Vincenzo Malvezzi Bonfioli (ur. 22 lutego 1715 w Bolonii, zm. 3 grudnia 1775 w Cento) – włoski duchowny katolicki, kardynał, arcybiskup Bolonii.

## Życiorys
Pochodził z arystokratycznego rodu. 14 stycznia 1754 został wybrany arcybiskupem Bolonii, którym pozostał już do śmierci. 19 marca 1754 w Rzymie przyjął sakrę z rąk papieża Benedykta XIV (współkonsekratorami byli kardynałowie Giovanni Antonio Guadagni i Scipione Borghese). 26 listopada 1753 Benedykt XIV wyniósł go do godności kardynalskiej, a 10 grudnia 1753 nadał mu tytuł kardynała prezbitera SS. Marcellino e Pietro. Od 1774 do końca życia pełnił urząd kardynała prodatariusza. Wziął udział w konklawe 1758 (wybierającym Klemensa XIII), 1769 (wybierającym Klemensa XIV) i 1774–1775 (wybierającym Piusa VI).